# Anisodes castraria
Anisodes castraria är en fjärilsart som beskrevs av William Schaus 1901. Anisodes castraria ingår i släktet Anisodes och familjen mätare. Inga underarter finns listade i Catalogue of Life.